# Pasłęk (gmina)
Pour la ville, voir Pasłęk.
Pasłęk est une gmina mixte du powiat de Elbląg, Varmie-Mazurie, dans le nord de la Pologne. Son siège est la ville de Pasłęk, qui se situe environ 18 km à l'est d'Elbląg et 63 km au nord-ouest de la capitale régionale Olsztyn.
La gmina couvre une superficie de 264,39 km2 pour une population de 19 323 habitants.

## Géographie
Outre la ville de Pasłęk, la gmina inclut les villages d'Anglity, Aniołowo, Awajki, Bądy, Borzynowo, Brzeziny, Cierpkie, Czarna Góra, Dargowo, Dawidy, Drulity, Gibity, Gołąbki, Gryżyna, Gulbity, Kajmy, Kalinowo, Kąty, Kawki, Kielminek, Kopina, Krasin, Kronin, Krosienko, Krosno, Krosno-Młyn, Kudyński Bór, Kudyny, Kupin, Kwitajny, Łączna, Leszczyna, Leżnice, Łukszty, Majki, Marianka, Marzewo, Nowa Wieś, Nowe Kusy, Nowiny, Nowy Cieszyn, Owczarnia, Piniewo, Pochylnia Kąty, Pochylnia Nowy Całun, Pochylnia Oleśnica, Pólko, Robity, Rogajny, Rogowo, Rydzówka, Rzeczna, Rzędy, Sakówko, Sałkowice, Siódmak, Skolimowo, Sokółka, Stare Kusy, Stegny, Surowe, Tolpity, Tulno, Wakarowo, Wikrowo, Wójtowizna, Zielno, Zielonka Pasłęcka et Zielony Grąd.
La gmina borde les gminy de Elbląg, Godkowo, Małdyty, Milejewo, Młynary, Morąg, Rychliki et Wilczęta.